# Spálava (přírodní rezervace)
Spálava je přírodní rezervace poblíž obce Libice nad Doubravou v okrese Havlíčkův Brod v nadmořské výšce 515–636 metrů. Oblast spravuje Krajský úřad Kraje Vysočina.  Důvodem ochrany jsou společenstva květnatých a acidofilních bučin, prameništních a suťových bažankových jasenin s vzácnými druhy živočichů jako je lejsek malý (Ficedula parva), holub doupňák (Columba oenas) nebo výr velký (Bubo bubo).

## Galerie

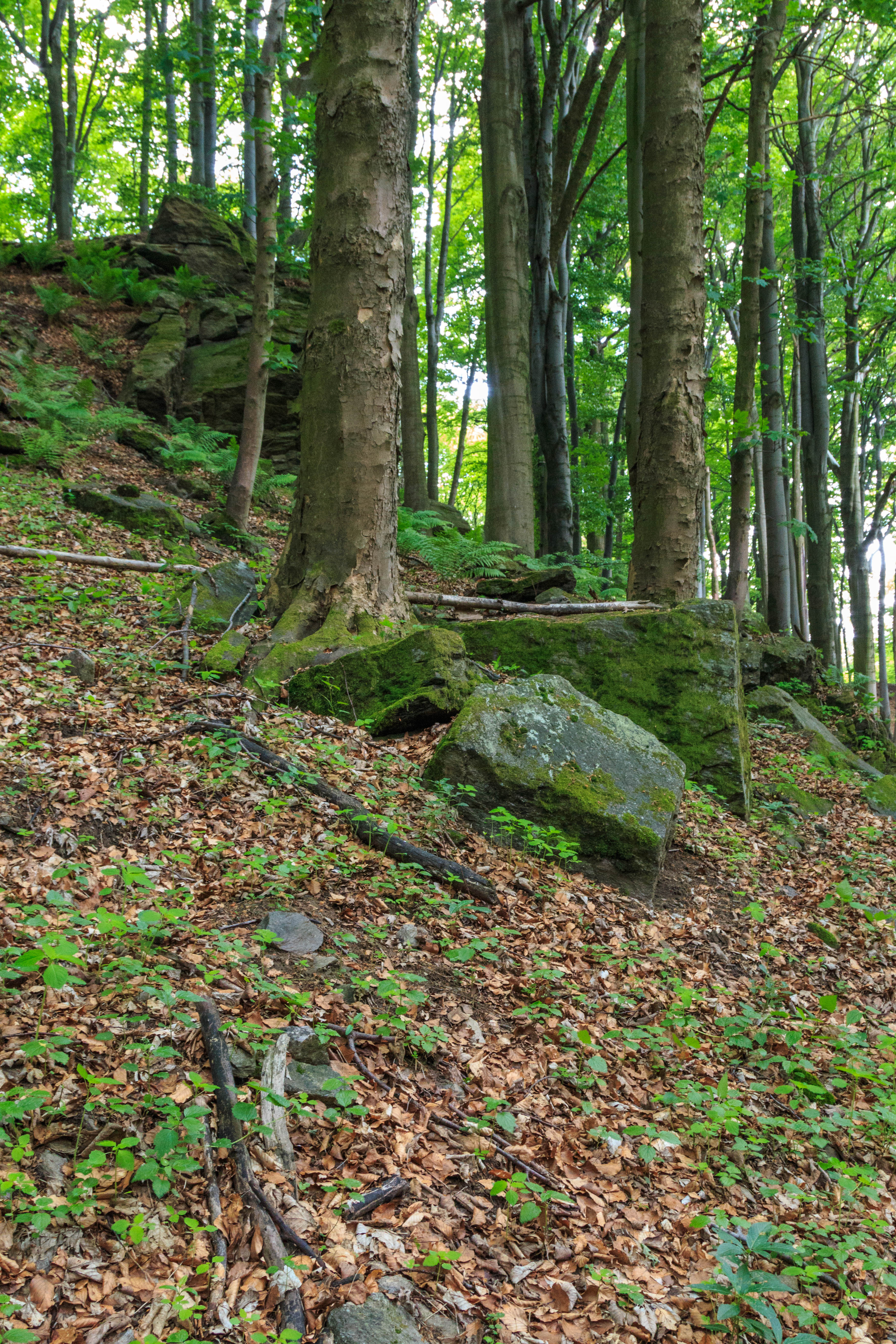
Přírodní rezervace Spálava
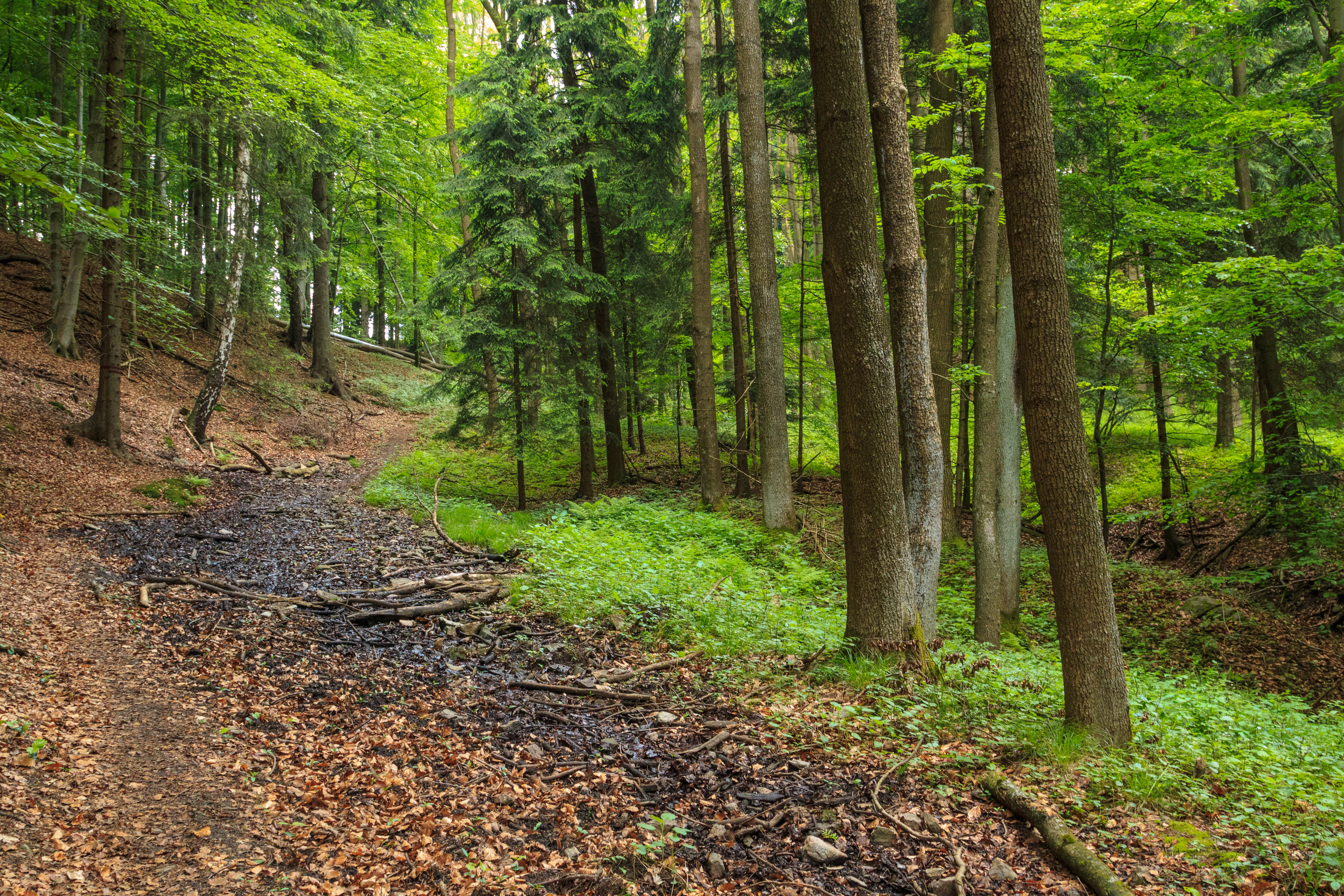
Přírodní rezervace Spálava
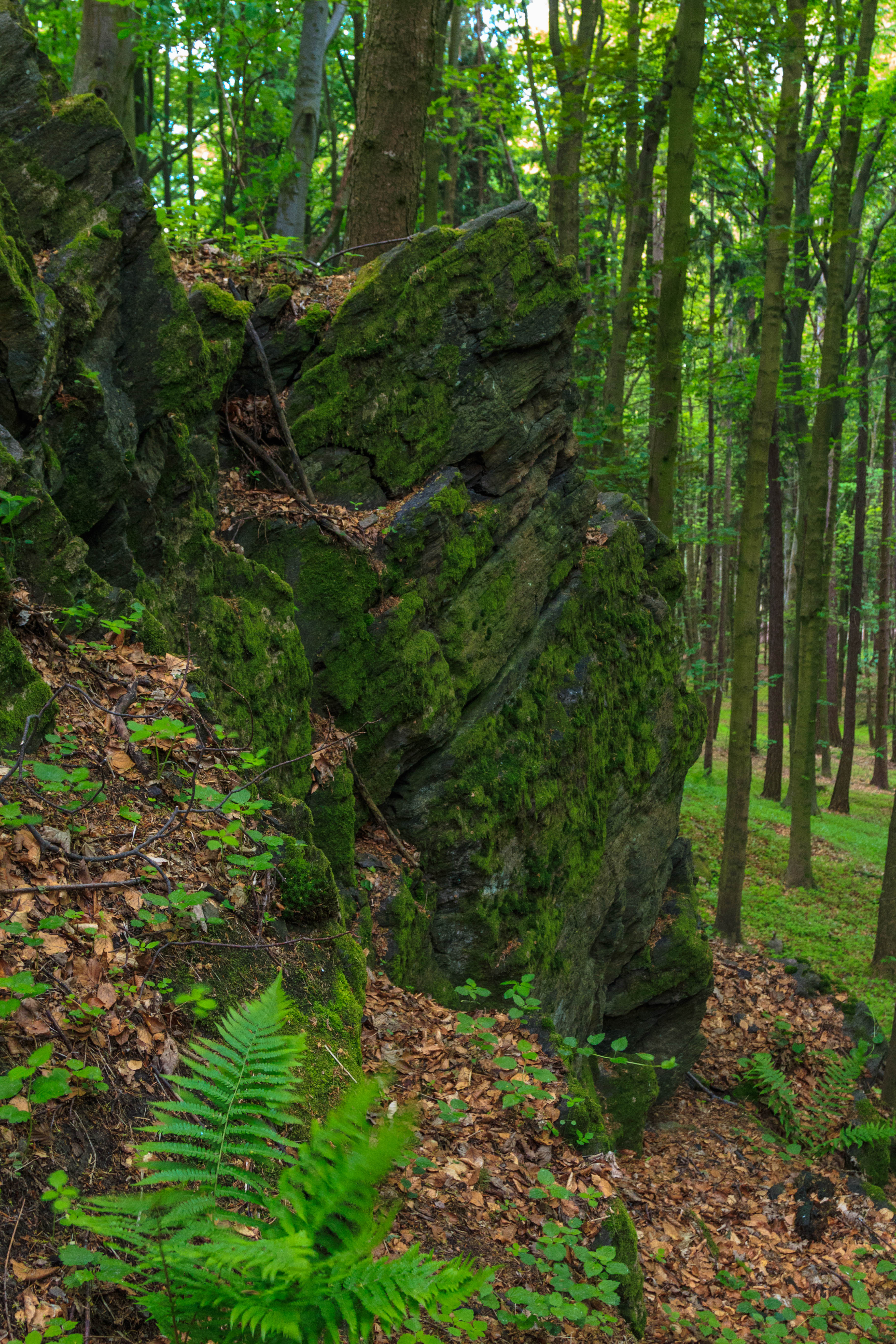
Přírodní rezervace Spálava
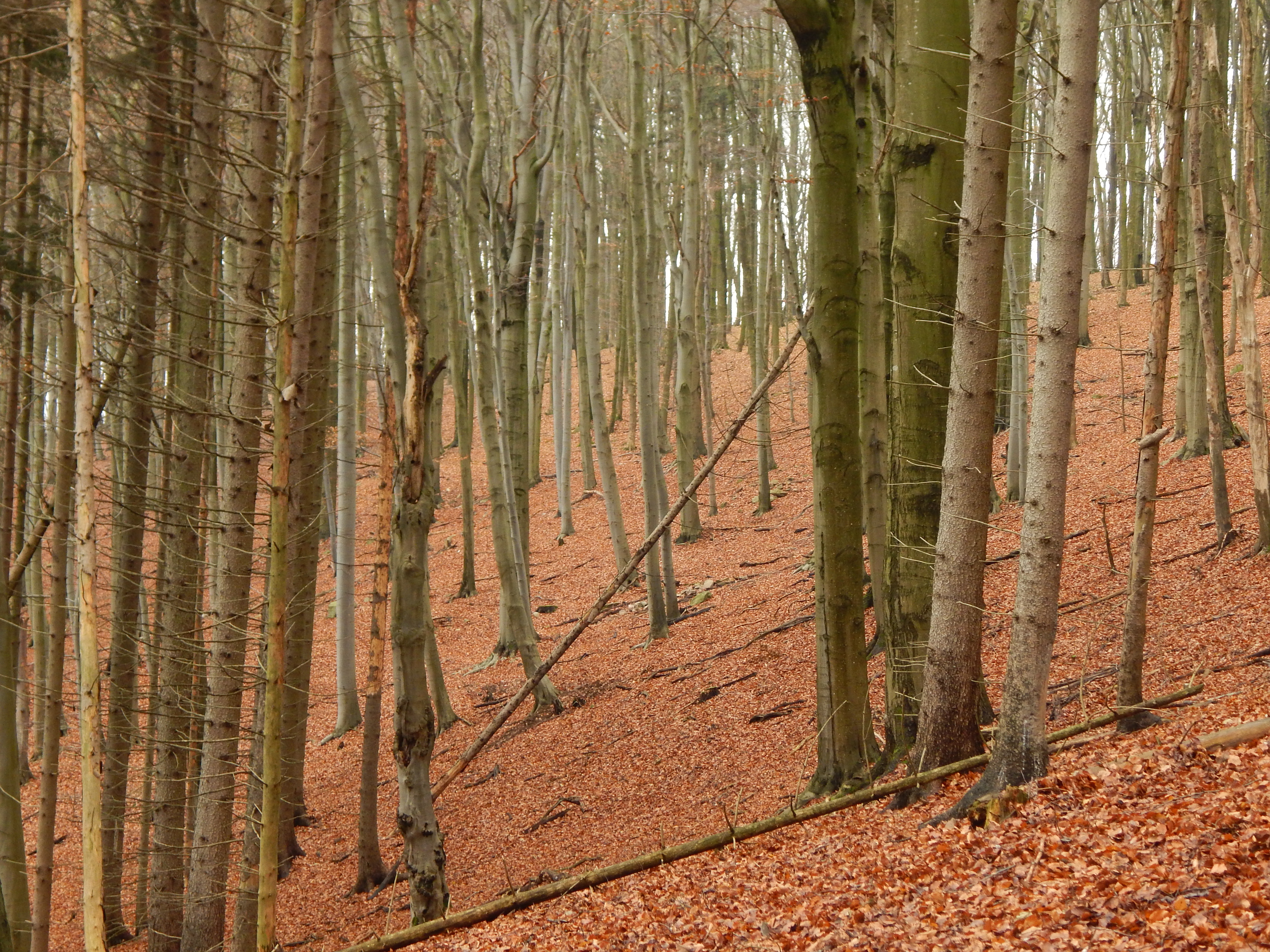
Převážně bukový porost